# 헤르닝

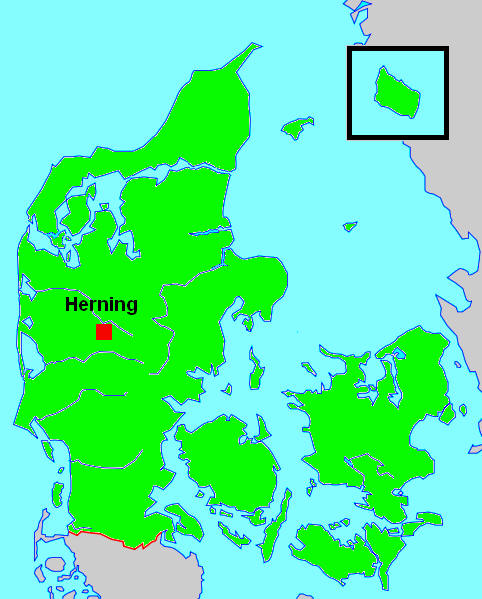
헤르닝의 위치

헤르닝(Herning)은 덴마크 윌란반도 중앙윌란 지역의 도시이다. 행정 구역상으로는 헤르닝시에 속한다.

## 역사
헤르닝(Herning)은 황무지 매립 기간인 1790년대 초에 지역 농민들에게 상품과 서비스를 제공하는 상업 중심지로 설립되었다. 나중에 섬유 산업이 마을 안팎에서 발전했다. 이 산업은 한때 헤르닝의 주요 경제 활동이었다. 오늘날 이 도시는 더욱 다양한 산업 기반을 갖추고 있다. 헤르닝은 1913년에 시장 도시가 되었다. 헤르닝은 덴마크 올해의 도시라는 칭호를 두 번이나 수상했다.

## 저명한 출신
- 엘렌 트라네 뇌르뷔: 좌파당 (덴마크)의 정치인
- 예스페르 뇌데스보: 핸드볼 선수
- 프란스 닐센: 하키 선수
- 프레데리크 안데르센: 골텐더